# Porsche 911 GT1
Porsche 911 GT1 — гоночный автомобиль (нередко классифицируется как суперкар), разработанный немецким автозаводом Porsche AG для участия в соревнованиях спортивных и гоночных автомобилей класса GT1 (таких, как BPR Global GT и 24 часа Ле-Мана). Было разработано три гоночные модели данного автомобиля в 1996, 1997 и 1998 годах специально для участия в гонках 24 часа Ле-Мана: для обеспечения участия автомобилей в гонках по требованию ФИА был выпущен также специальный street-legal (так называемая «дорожная версия») вариант 911 GT1 Straßenversion, который в настоящее время является очень редким.
По конструкции автомобиль напоминал частично серийный Porsche 993 и гоночный Porsche 962, будучи при этом не столько дорожным автомобилем, переделанным для автогонок, сколько собственно гоночным автомобилем изначально. Двигатель — 6-цилиндровый с двойным турбонаддувом и мощностью 544 л. с. (600 л. с. в гоночном варианте), что позволяло развивать машине максимальную скорость порядка 310 км/ч (330 км/ч в гоночном варианте). На 911 GT1 устанавливалась механическая 6-ступенчатая секвентальная коробка передач типа G96/80. Кузов изготавливался из углепластиков.
Автомобиль трижды участвовал в гонках 24 часа Ле-Мана. В 1996 году автомобили 911 GT1 заняли 2-е и 3-е место в общем зачёте, победив в своём классе. В 1997 году специально разработанная модель 911 GT1 Evo сошла с дистанции в самом конце, хотя была в группе лидеров. Наконец, в 1998 году экипажи новой модели 911 GT1-98 заняли первое и второе места в общем зачёте, принеся заводской команде Porsche AG победу в гонке, ставшую 16-й для всех автомобилей Porsche. Последнее участие 911 GT1 в соревнованиях новых автомобилей датируется 2003 годом.

## Предпосылки к созданию
Предпосылками к созданию автомобиля Porsche 911 GT1 стали два события в 1990-е годы: провал автогоночной команды Porsche в сезоне 1991 года Формулы-1 и грядущее возрождение чемпионата мира ФИА среди спорткаров. Первым возрождённым турниром спорткаров стала серия BPR Global GT, позже преобразованная в чемпионат FIA GT. Как правило, автомобили в категории GT1 представляли собой серьёзные модификации шоссейных автомобилей (примерами были известные тогда McLaren F1 и Ferrari F40).
Прежде на соревнования в классе GT компания Porsche отправляла автомобиль 911 Carrera RSR 3.8 и Dauer 962 Le Mans. Последний одержал победу в 24 часах Ле-Мана в 1994 году: его пилотировали Янник Дальмас, Хёрли Хэйвуд и Мауро Бальди. Компания пользовалась тогда довольно свободными техническими требованиями, что помогло принести 15-ю победу Porsche в истории гонок, однако даже с учётом этого автомобиль проигрывал по скорости прототипам Toyota и Courage с мотором Porsche. После гонки организаторы Ле-Мана потребовали от Porsche не заявлять в дальнейшем на 24 часа Ле-Мана автомобиль Dauer 962, который не соответствовал духу тогдашних правил автогонки; внимание ФИА сдвигалось плавно на специальные автомобили, разработанные именно для турниров типа GT.
В 1995 году президент Porsche Венделин Видекинг отказался направлять какую-либо машину на 24 часа Ле-Мана: очень серьёзным ударом по самолюбию компании стала неудача Porsche 962 на BPR Global GT, когда убедительную победу одержал McLaren F1, оставшийся лидером категории GTR. Было предпринято несколько попыток возвращения Porsche на Ле-Ман, в том числе с участием команды Tom Walkinshaw Racing, которая построила для гонщика Joest Racing Райнхольда Йоста два прототипа WSC95 на базе чемпионских Jaguar XJR-14, однако эти планы не были реализованы: накануне старта Ле-Мана 1995 года изменился регламент, а итоговую победу там одержала машина McLaren F1, специально разработанная для класса GT1. В то, что модель Porsche 911 GT2 Evo способна совершить прорыв в гонках, уже перестали к тому моменту верить.
Чтобы попасть на соревнования в классе GT1 и получить хоть какие-то шансы на победу, Porsche в итоге решили не разрабатывать шоссейный автомобиль и подводить его под гоночные соревнования, а создать собственный спортпрототип — так в 1996 году появился спорткар под названием 911 GT1, который уже потом был переработан в дорожную версию 911 GT1 Straßenversion, что было на тот момент условием, необходимым для получения допуска к соревнованиям в классе GT.

## Общие характеристики

### Компоновка
Автомобиль представляет собой двухместное купе — сочетание серийного Porsche 993 (классифицируется как одна из подсерий 911-й серии), от которого были заимствованы передняя часть кузова (фрагмент пола, передний щит, лонжероны), центральная секция монокока и часть крыши, и гоночного прототипа Porsche 962, от которого были заимствованы двигатель, коробка передач и задняя подвеска (с изменениями). В более поздних версиях устанавливались те же передние автомобильные фары, как и у Porsche 996.
Компоновка — среднемоторная, заднеприводная (первый среднемоторный автомобиль в 911-й серии), которая была обоснована необходимостью установки диффузора, отвечающего за создание большей прижимной силы. По словам Зингера, заднемоторная компоновка обеспечивала хорошее сцепление и преимущество при тормозах, однако при повороте возникали определённые проблемы. Разработчики, уверенные в возможности создания среднемоторного автомобиля класса GT1, в итоге взяли переднюю часть Porsche 911, установив за сиденьем водителя и передним пассажирским сиденьем двигатель, и изменили должным образом конструкцию. Водительское сиденье находилось слева на первых двух моделях 911 GT1 (1996 и 1997 годов), на моделях 1998 года выпуска (GT1-98) оно размещалось справа.

### Конструкция
Кузов изготовлен из углеродного волокна (углепластиков): он имел аэродинамические свесы, воздухозаборники в задних крыльях и на крыше, зеркала на передних крыльях и большое заднее антикрыло. Передняя подвеска изменена по сравнению с Porsche 993 в связи с большей шириной самого автомобиля и большей шириной колёс: вместо стоек Макферсона используется схема с двойными поперечными рычагами. Аналогичная схема представлена и для задней подвески в виде двойных поперечных рычагов с толкающими штангами; также устанавливались съёмные амортизаторы Bilstein. Пространственная рама (трубчатый каркас безопасности) закреплена позади ковшеобразных сидений и чуть опущена вниз для большей безопасности. Конструкция также включает две большие выхлопные трубы.

### Размеры и масса
По размерам автомобиль крупнее стандартного Porsche 911: длина варьируется от 4693 до 4890 мм (длина Porsche 993 меньше примерно на 600 мм), ширина автомобиля варьируется от 1943 до 1960, 1990 или 1993 мм (ширина Porsche 993 не превышает 1750 мм), высота — от 1140 до 1173 мм, колёсная база — от 2500 мм (меньше на 230 мм по сравнению Porsche 993) до 2650 мм. Всё это обеспечивает стабильность управления на высокой скорости. Иногда этот автомобиль характеризуют как «сплющенный» Porsche 911.
Масса гоночной версии составляла 1050 кг, дорожной — 1250 кг. При том, что снаряжённая масса автомобиля достигала 1150 кг, а мощность гоночного двигателя достигала почти 600 л. с., автомобиль получал право соревноваться в классе GT1 соревнований Gran Turismo. В качестве резины использовались шины Michelin размерности 295/35ZR18 спереди и 335/30ZR18 сзади.

### Двигатель и коробка передач
Двигатель — турбированный 6-цилиндровый оппозитный двигатель типа DOHC жидкостного охлаждения модели M96/M82 (либо M96/M83) объёмом 3164 см³ (3,2 л): в двигателе используются две турбины типа KKK K27.2. Корпус двигателя и головки цилиндров изготовлены из алюминия, сам двигатель размещён в базе перед задней осью, на отдельном подрамнике. Мощность двигателя варьируется от 536 л. с. до 544 л. с., в гоночном исполнении она может достигать 600 л. с. при 7200 оборотах в минуту, что влияет на максимальную развиваемую скорость — от 310 до 330 км/ч. Управление двигателем осуществляется частично с помощью компьютера TAG 3.8.
Используемая коробка передач — полностью синхронизированная 6-скоростная МКПП типа G96/80 с самоблокирующимся дифференциалом, размещённым над задней осью. Поскольку у GT1 среднемоторная компоновка, то в таком случае коробка передач располагается не перед двигателем, как в классических моделях 911, а за двигателем (а именно за задней осью). При управлении дорожной версией GT1 от водителя требовалось аккуратное переключение передач во избежание поломки трансмиссии. Механизм сцепления, как и тормоза, является достаточно тяжёлым, однако рулевое управление оценивается как вполне лёгкое и точное. Аэродинамика машины обеспечивает постоянный контакт с дорогой даже на высоких скоростях — чем выше скорость, тем плотнее машина прижимается к дорожному покрытию, что достигается благодаря спойлеру, заднему антикрылу и оригинальной форме днища.

### Тормозная система
Тормозная система — карбоновые дисковые тормоза (перфорированные диски) с внутренней вентиляцией, включают в себя закреплённые суппорты Brembo (8-поршневые спереди, 4-поршневые сзади); диаметр диска — 380 мм, высота — 37 мм. Высокая эффективность торможения обеспечивается большой прижимной силой, буквально вдавливающей автомобиль в дорогу в дополнение к его статическому весу. Прижимная сила возрастает также благодаря углу атаки задних крыльев в 5 градусов. При торможении на скорости от 100 до 200 км/ч замедление составляет порядка 10 м/с². Также на автомобиле установлена антиблокировочная система Bosch.

## Особенности разработки моделей

### 911 GT1

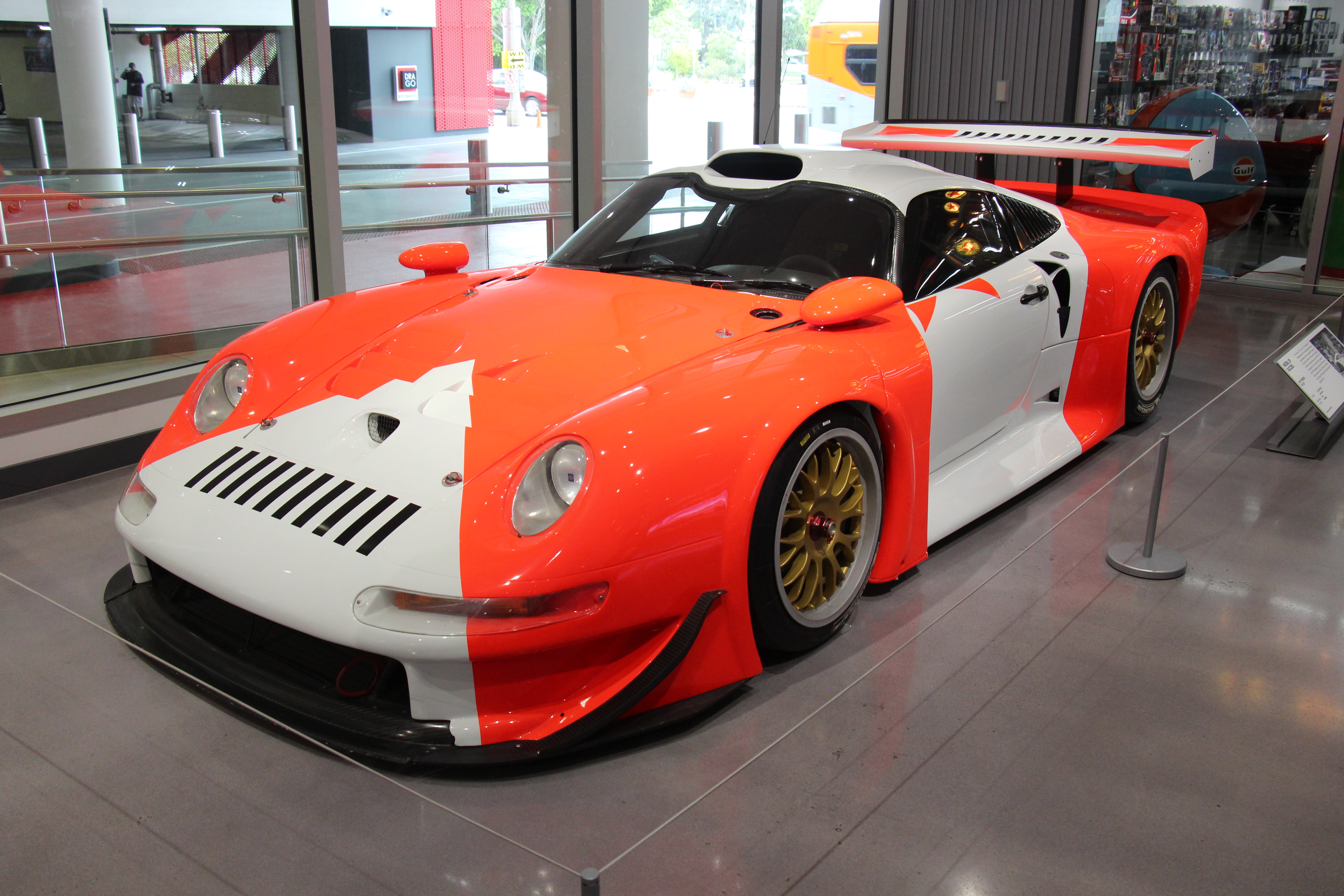
Сходство GT1 с моделью 993 является небольшим — только передние и задние фары, а также дизайн передней части

Разработка автомобиля 911 GT1 велась девять месяцев (с июня 1995 по март 1996 годов): Глава отдела разработок Porsche Хорст Маршалл и директор отдела гоночных машин Херберт Ампферер убедили совет директоров дать им возможность доработать машину, которая должна была стать прорывом для Porsche в серии GT. Во главе разработки стоял технический директор спортивного отдела Норберт Зингер, который прежде разработал Porsche 935. От имени владельца команды Йохена Дауэра и руководства Porsche к Зингеру обратились с заказом создать на базе прототипа группы C дорожный автомобиль, а затем омологировать его в соответствии с требованиями GT1. В частности, от Зингера потребовали разработать такой автомобиль, который мог бы развить максимально возможную скорость, но при этом сохранял бы определённый «дух» 911-й серии. В январе 1996 года из Цуффенхаузена на тестовый автодром Вайсах доставили первое шасси для GT1, а в марте — ещё два гоночных. Официальное представление первого автомобиля 911 GT1 состоялось 18 апреля 1996 года — экземпляра белого цвета с номерным знаком BB-GT-196. Испытания автомобиля проходили в течение всей первой половины 1996 года.
Вопреки распространённым тенденциям к созданию серии 911, внешне автомобиль 911 GT1 не имел почти ничего общего с машинами этой серии, за исключением фар. Переднее шасси было заимствовано у 993, а заднее — у 962 вместе с двигателем. Компоновкой этого автомобиля стала задняя среднемоторная заднеприводная: хотя в традиционных 911-х моделях она была заднемоторной заднеприводной, для создания достаточной прижимной силы требовалось установить диффузор на 911 GT1, что было невозможным при традиционной ЗЗ-компоновке. Корпус был выполнен из кевлара, был полностью белого цвета, за исключением ярко-красных дверных ручек; в салоне были установлены спортивные сиденья, напольные коврики 911 и соответствующая приборная панель 911-й серии. Масса автомобиля составляла 1050 кг, что позволяло заявить более лёгкую модель с более мощным двигателем на соревнования класса GT1.
На автомобиль был установлен продольно расположенный 6-цилиндровый (два распредвала и два клапана на цилиндр) двигатель жидкостного охлаждения объёмом 3164 см³ (3,2 л) и мощностью 592 л. с. — с двойным турбонаддувом, двумя интеркулерами и двумя рестрикторами с отверстиями диаметром 35,7 мм (по стандартам ACO). Изначально компания выбрала в качестве двигателя 6-цилиндровый Carrara без какого-либо турбонаддува объёмом 3249 см³ и мощностью 300 л. с., однако в дальнейшем на дорожные версии стали ставить именно двигатель с двойным турбонаддувом. Управление двигателем осуществлял компьютер TAG 3.8, подачу топлива осуществлял инжектор Bosch Motronic 5.2, расположенный продольно. Выпущенная раньше более лёгкая модель Porsche 911 GT2 использовала двигатель воздушного охлаждения всего с двумя клапанами на цилиндр. Во время тренировок 24 часов Ле-Мана в 1996 году на трассе Сарта автомобиль на Мюльзанской прямой установил рекордную скорость в 330 км/ч — максимальную, которую мог обеспечить гоночный двигатель.

### 911 GT1 Evo

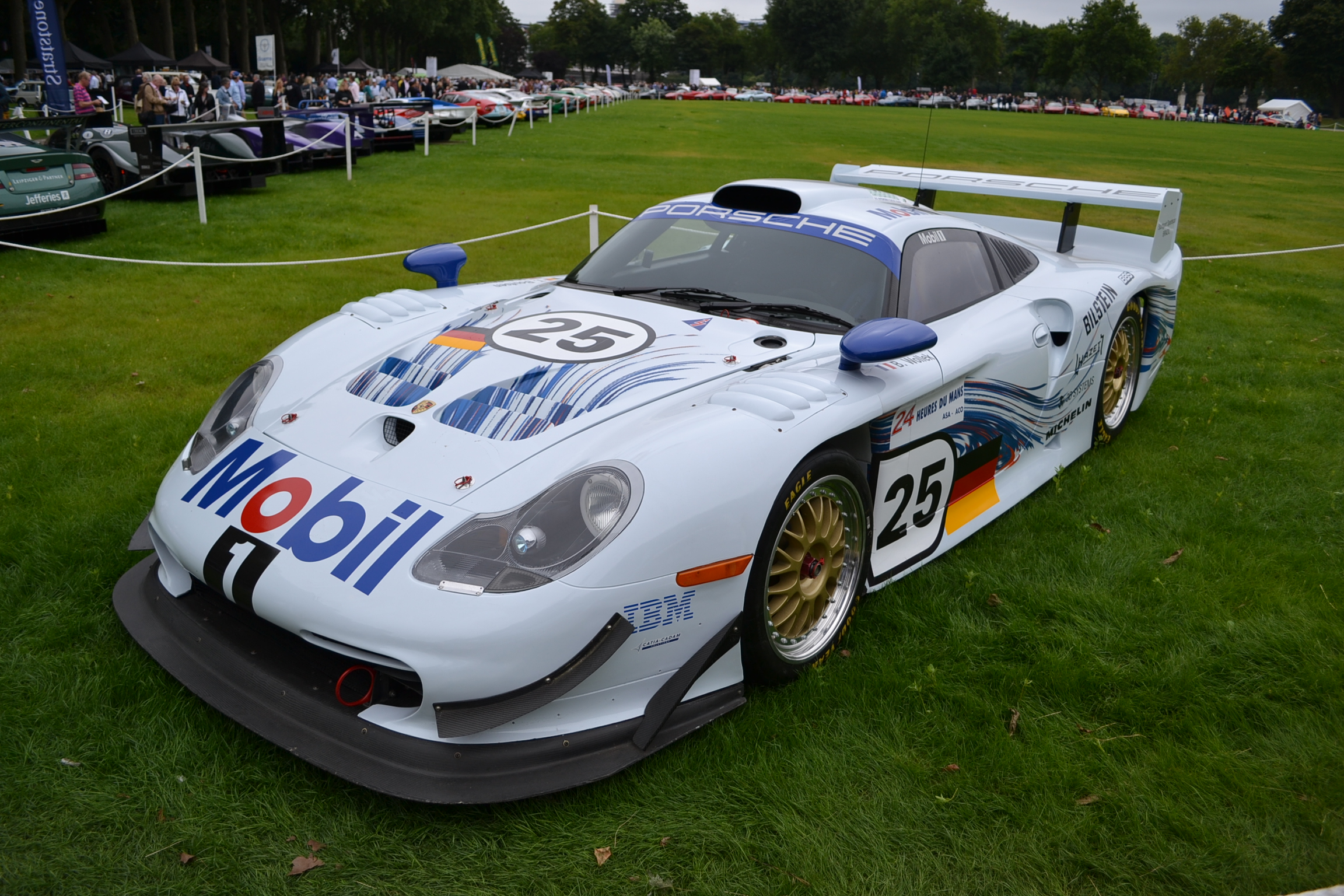
911 GT1 Evo, образец 1997 года с улучшенной аэродинамикой, который стал предшественником серии Porsche 996

Ближе к концу сезона 1996 года компания Porsche внесла изменения в модель 911 GT1 в рамках подготовки к сезону следующего года — а именно к чемпионату FIA GT. Передняя часть кузова была переработана так, чтобы улучшить аэродинамику всего автомобиля: были установлены фары от автомобилей новой серии Porsche 996, вышедшей также в 1997 году, и чуть более агрессивно выглядящий передний спойлер (так называемая «губа»), увеличилось заднее антикрыло в размерах. В самой конструкции также была доработана подвеска на двойных поперечных рычагах, повысилась прижимная сила по сравнению с прошлогодней моделью 911 GT1, из обновлённых элементов выделялась инновационная 6-ступенчатая секвентальная коробка передач, разработанная собственно компанией Porsche. Двигатель кардинальных изменений не претерпел. Официальное представление новой модели 911 GT1 Evo (сокращение от Evolution) состоялось 7 марта 1997 года: Боб Уоллек проехал на ней по кольцевому треку Вайсах.

### 911 GT1-98
После неудачи на 24 часах Ле-Мана 1997 года компания не прекратила разработку GT1-модели, а подошла к процессу с другой стороны, внеся несколько существенных изменений, которые могли принести победу в Ле-Мане через год. В 1998 году была представлена модель 911 GT1-98, которая должна была составить конкуренцию новым Toyota GT-One и Mercedes-Benz CLK GTR. Это был представитель третьего поколения концепта Gran Turismo, появившегося ещё в 1996 году. Испытания нового автомобиля Porsche успешно состоялись 23 февраля 1998 года, когда машину с новым 6-цилиндровым двигателем с двойным турбонаддувом испытал Боб Воллек в Вайсахе. Кузов именно этого автомобиля, а не двух предыдущих моделей оказался ближе всего к характерному оформлению кузова спортпрототипов. Элементы кузова GT1-98 изготавливались из углепластика, что сделало этот автомобиль первым в истории Porsche автомобилем с углепластиковым монококом, изготовленным компанией GTS. Также при разработке GT1-98 было принято решение отказаться от гибридного шасси 993-й и 962-й моделей. В колёсной арке появились крупные отверстия, также были установлены новые пороги и новый передний спойлер. На капоте появилась вентиляционная прорезь, изменились задние крылья, зеркала заднего вида остались прежними; заднее стекло при этом не монтировалось в принципе. Новый образец также получил более низкий кузов.

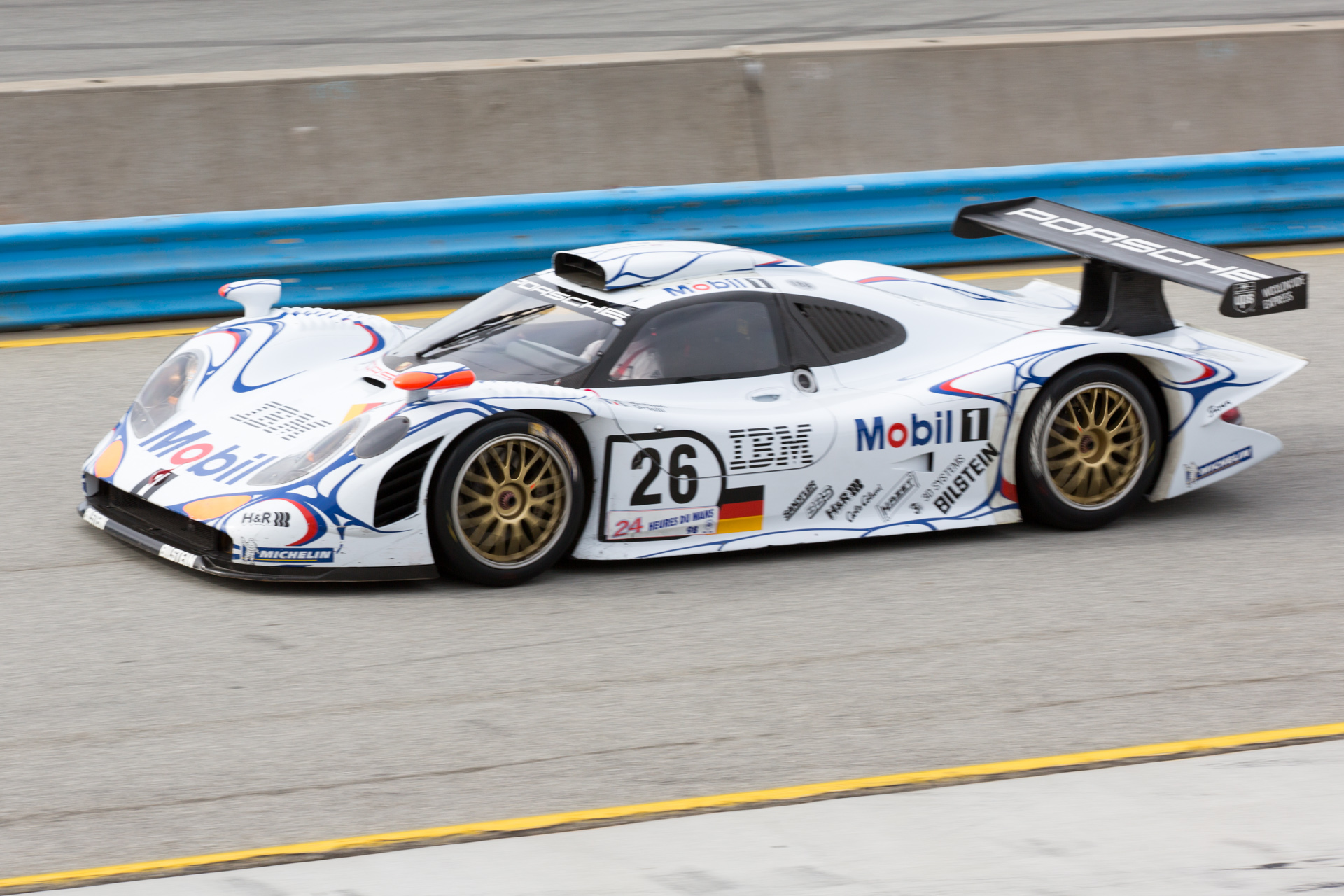
Вариант GT1 1998 года, внешне схожий со спортпрототипом

Масса была снижена до 950 кг, также была оптимизирована аэродинамика. Длина составила около 4890 мм (больше на 200 мм по сравнению с предыдущей моделью), ширина — 1990 мм (шире на 50 мм), высота снизилась до 1140 мм (ниже на 30 мм). Топливный бак FT3 объёмом 100 л располагался в центре между кабиной и двигателем. На автомобиле остался тот же 6-цилиндровый двигатель с двойным турбонаддувом объёмом (рабочий объём вырос до 3198 см³) и мощностью 550 л. с., максимальная скорость машины достигала 310 км/ч. Корпус и головки цилиндров были выполнены из алюминия (по два распредвала и два клапана на цилиндр), диаметр поршня вырос до 95,5 мм — двигатель немного доработали под использование рестриктора на впуске в рамках чемпионатов FIA GT. Передняя и задняя подвеска были выполнены, как и прежде, на двойных поперечных рычагах. Тормозная система — дисковая (карбоновые диски), с 8-поршневыми суппортами спереди и 6-поршневыми суппортами сзади, диаметр одного диска — 380 мм. Новая 6-ступенчатая секвентальная полуавтоматическая коробка передач должна была ускорить переключение между передачами. Управление двигателем взял на себя компьютер TAG Electronic Systems TAG 3.8 ECU, последовательный распределённый впрыск топлива осуществлялся благодаря лямбда-регулированию, также присутствовала система выборочного предотвращения детонации в цилиндре.
Согласно спортивному регламенту, необходимо было провести процедуру омологации и выпустить дорожную версию автомобиля, однако к тому моменту было отменено требование по выпуску 25 дорожных машин в год. Вследствие этого был выпущен всего один экземпляр дорожной версии GT1-98.

## Выступления

### 1996 год
В турнирах BPR Global GT, проводившихся в 1994—1996 годах, действовали правила, разделившие все гоночные машины класса Gran Turismo на две категории: GT1 (сильно модифицированные спортпрототипы) и GT2 (максимально приближенные к серийной версии). В 1995 году от компании уже была заявлена модификация Porsche 911 GT2 на данные турниры, а через год состоялся официальный дебют 911 GT1 на этапе 4 часа Брэндс-Хэтч в Англии, когда Ханс-Йоахим Штук и Тьерри Бутсен, выступавшие от заводской команды Porsche AG, одержали убедительную победу. На этапе в Спа-Франкоршамс в Бельгии этим же экипажем была одержана ещё одна победа. Также победу праздновала и заводская команда на 11-м, заключительном этапе сезона в Чжухае (4-часовая гонка): её представляли Ральф Келленерс и Эммануэль Коллар. Эти три этапа, состоявшиеся в конце сезона BPR Global GT, ознаменовались успехами для Porsche.
На 24 часах Ле-Мана в 1996 году два 911 GT1 с лёгкостью обошли прототип McLaren F1: немного уступая ему в скорости, 911 GT1 выигрывал в максимально возможном количестве кругов после полной заправки за счёт большего топливного бака. Автомобили заняли первые два места в классификации GT1 в Ле-Мане (LMGT1), уступив в общем зачёте только WSC Spyder команды Joest Racing: 2-е место в общем зачёте заняли Ханс-Йоахим Штук, Тьерри Бутсен и Боб Воллек с 353 кругами, отстав всего на круг от победителя; 3-е место заняли Карл Вендлингер, Янник Дальмас и Скотт Гудьир.

### 1997 год
На гонке в Ле-Мане автомобиль 911 GT1 Evo, которым управляли Коллар, Келленерс и Янник Дальмас, долгое время шёл в группе лидеров и был близок к тому, чтобы отнять победу у WSC-95, однако сошёл с дистанции, совершив 327 кругов. Причиной неудачи стала серьёзная поломка в масляном теплообменнике и последующая утечка масла, вследствие чего автомобиль загорелся, хотя Келленерс успел покинуть машину. Ещё один автомобиль 911 GT1 Evo, которым управляли Штук, Бутсен и Воллек, на 238-м круге врезался в ограждение и также сошёл с дистанции. На том же Ле-Мане другой автомобиль 911 GT1 прошлогоднего образца, которым управляли Педру Лами, Армин Хане и Патрик Гуслар из команды Schubel, занял 3-е место в классе GT1 и 5-е в общем зачёте. Ещё один из образцов GT1, 993-GT1 с шасси под номером 109, был собран в начале 1997 года и передан команде Konrad Motosport (пилоты — Франц Конрад и Мауро Бальди), приняв участие в 11 заездах — в том числе в тестовых кругах на Ле-Мане в мае и в этапах чемпионата FIA GT в Сильверстоуне и Хельсинки (12-е и 7-е место соответственно). Этот автомобиль также участвовал в 24 часах Ле-Мана, однако сошёл с дистанции из-за ЧП, а 20 июля на этапе чемпионата FIA GT в бельгийском Спа опять не дошёл до финиша.
В том же году турнир BPR Global GT стал официальным международным чемпионатом FIA GT, что ознаменовало возвращение команды Porsche с 1988 года на чемпионаты мира. Правила турнира позволили заявлять спорткары, близкие по оформлению к прототипам, в том числе и Porsche 911 GT1 Evo, однако организаторы ввели ограничения на скорость, которых в Ле-Мане не было. Так, все турбодвигатели были оснащены 32,9-мм шайбой на впуске, из-за чего GT1 Evo лишился порядка 50 л. с. и сильно проиграл по скорости модернизированному McLaren F1 (при участии BMW) и новому Mercedes-Benz CLK-GTR с атмосферными V12-двигателями; также под запрет попала антиблокировочная система. На чемпионате 1997 года автомобили 911 GT1 Evo и 911 GT1 команды Porsche AG выступали на всех этапах, кроме Хельсинки, но в то же время от команды Roock Racing выступал в Хельсинки на автомобиле 911 GT1 экипаж Ральфа Келленерса и Стефана Ортелли при отсутствии пострадавшего на испытаниях Янника Дальмаса: команда заняла 2-е место в общем зачёте и в своей категории. В бельгийском Спа на этапе 4 часов команда Боба Уоллека и Янника Дальмаса заняла 3-е место в общем зачёте и в своей категории.
В гонке на 1000 км Судзуки участвовали несколько автомобилей 911 GT1. Заводская команда Porsche AG в составе Алана Макниша, Педру Лами и Янника Дальмаса заняла 10-е место, управляя машиной с секвентальной коробкой передач — в самый неподходящий момент сломался рычаг, что стоило им успеха на этапе. Помимо этого, 11-е место в Судзуки занял экипаж французской команды JB Racing (Мауро Бальди, Эммануэль Коллар и Ален Ферте) на 911 GT1-109 (шасси № 109), а 5-е место досталось Бобу Воллеку, Тьерри Бутсену и Гансу-Йоахиму Штуку — другому экипажу Porsche AG. По итогам выступлений на этапе в Мугелло 3-е место занял экипаж Дальмаса и Воллека, а команда Бальди и Коллара сошла с дистанции. На этапе в Сибринге Бальди и Коллар заняли 9-е место, а на этапе в Лагуна-Секе — 13-е место (вторыми финишировали Воллек и Дальмас). Команда Porsche AG заняла 4-е место по итогам сезона 1997 года.

### 1998 год

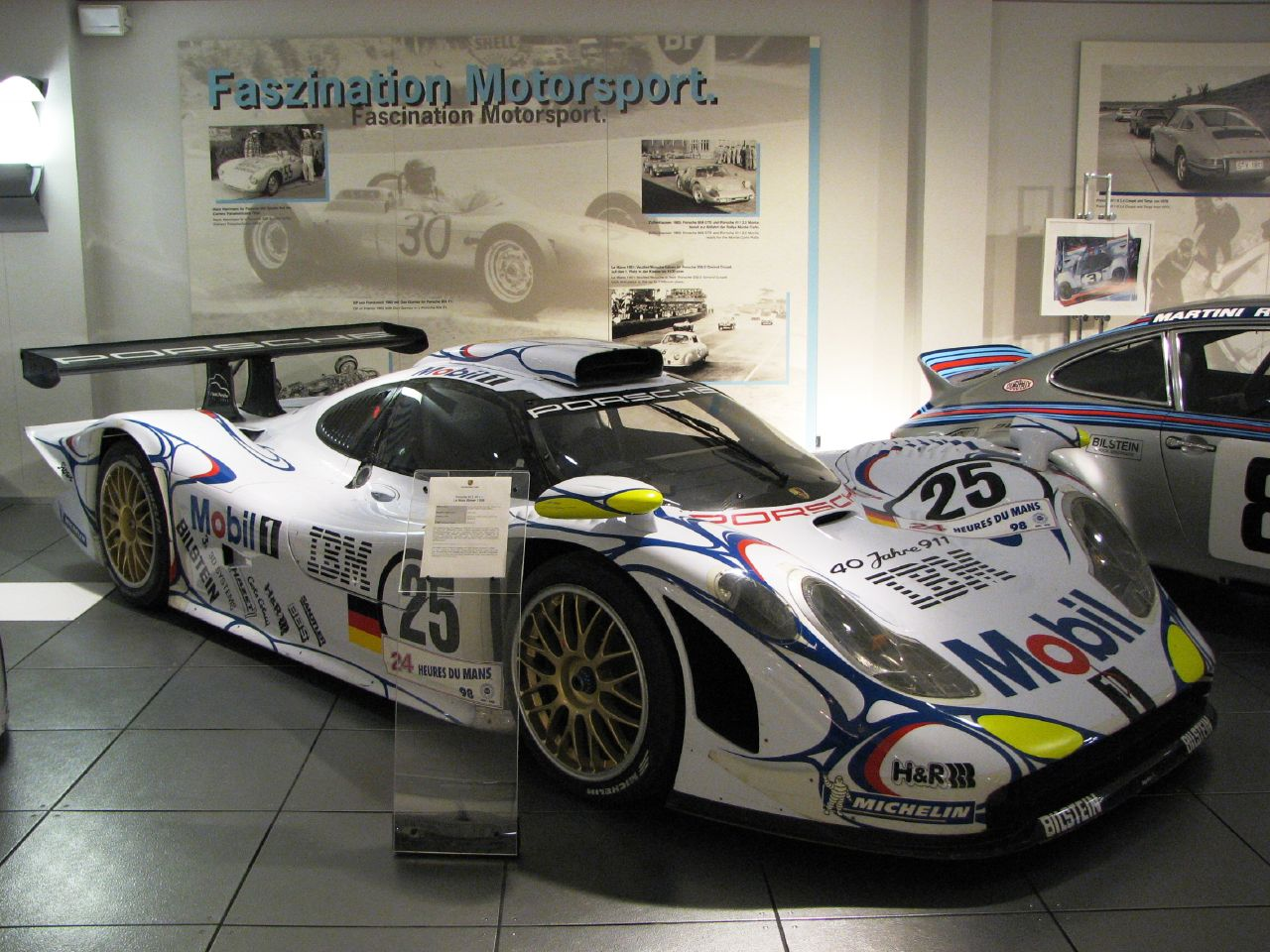
Porsche 911 GT1-98 в Музее Порше

На чемпионате 1998 FIA International GT автомобиль 911 GT1-98 боролся против нового модифицированного автомобиля Mercedes: ограничения в виде 32,9-мм шайбы на впуске и запрет на ABS нанесли серьёзный удар по возможностям 911 GT1 ещё в прошлом году, что не позволило Porsche бороться против Mercedes-Benz CLK-GTR с 8-цилиндровым оппозитным двигателем без турбонаддува. В чемпионате FIA GT 1998 года итоговую победу одержал Mercedes-Benz CLK GTR. На 24 часах Ле-Мана гонщики на 911 GT1-98 заняли в квалификации 4-е и 5-е место, а ещё один 911 GT1 с шасси 109, который был участником прошлогодних этапов FIA GT, из-за поломки в механизме сцепления попросту не прошёл квалификацию. Хотя по скоростным параметрам GT1-98 проигрывал Mercedes и Toyota (два экипажа Mercedes и один Toyota опередили их в квалификации), исход гонки решили не скоростные параметры, а надёжность автомобилей.
Так, сразу два автомобиля Mercedes CLK-LM сошли с дистанции на 19-м и 31-м кругах из-за отказов гидравлики; два прототипа BMW V12 LM закончили гонку досрочно из-за проблем со ступичными подшипниками; два Porsche WSC-95 (под именем Porsche LMP1/98) сошли на 107-м круге (один из-за проблем с электрооборудованием, второй попал в аварию). Наконец, быстрейшая на то время Toyota GT-One, лидировавшая на первом часе, вылетела из-за поломки трансмиссии. В итоге в решающем заезде победу одержал автомобиль Porsche 911 GT1-98 с номерным знаком BB-GT-198 — трансмиссия Porsche 911 GT1 сумела выдержать 24-часовое испытание. Победителями стали Лоран Айелло, Алан Макниш и Стефан Ортелли с 351 кругом, а второе место занял ещё один экипаж GT1-98 (Йорг Мюллер, Уве Альцен и Боб Воллек), отставший на один круг. Эта победа стала 16-й победой подряд для Porsche, что позволило установить автокомпании на тот момент рекорд по числу побед произведённых ею автомобилей на Ле-Мане в истории. Победу команда Porsche посвятила конструктору Ферри Порше, умершему в возрасте 89 лет за несколько месяцев до гонки на Ле-Мане. На протяжении последующих 16 лет (вплоть до 2015 года) автомобили Porsche затем не могли одержать ни единой победы, вернувшись только в 2014 году в класс LMP1.
В том же году на гонках Малого Ле-Мана на Роуд Атланта автомобиль 911 GT1-98 Янника Дальмаса во время прохождения трассы неожиданно встал на задние колёса, совершил полный переворот на 360 градусов по продольной оси, приземлился, после чего загорелся и врезался в ограждение. Такое же приключилось с автомобилем Mercedes-Benz CLR в Ле-Мане в 1999 году и с автомобилем BMW V12 LMR на Малом Ле-Мане 2000 года.

### 1999 год

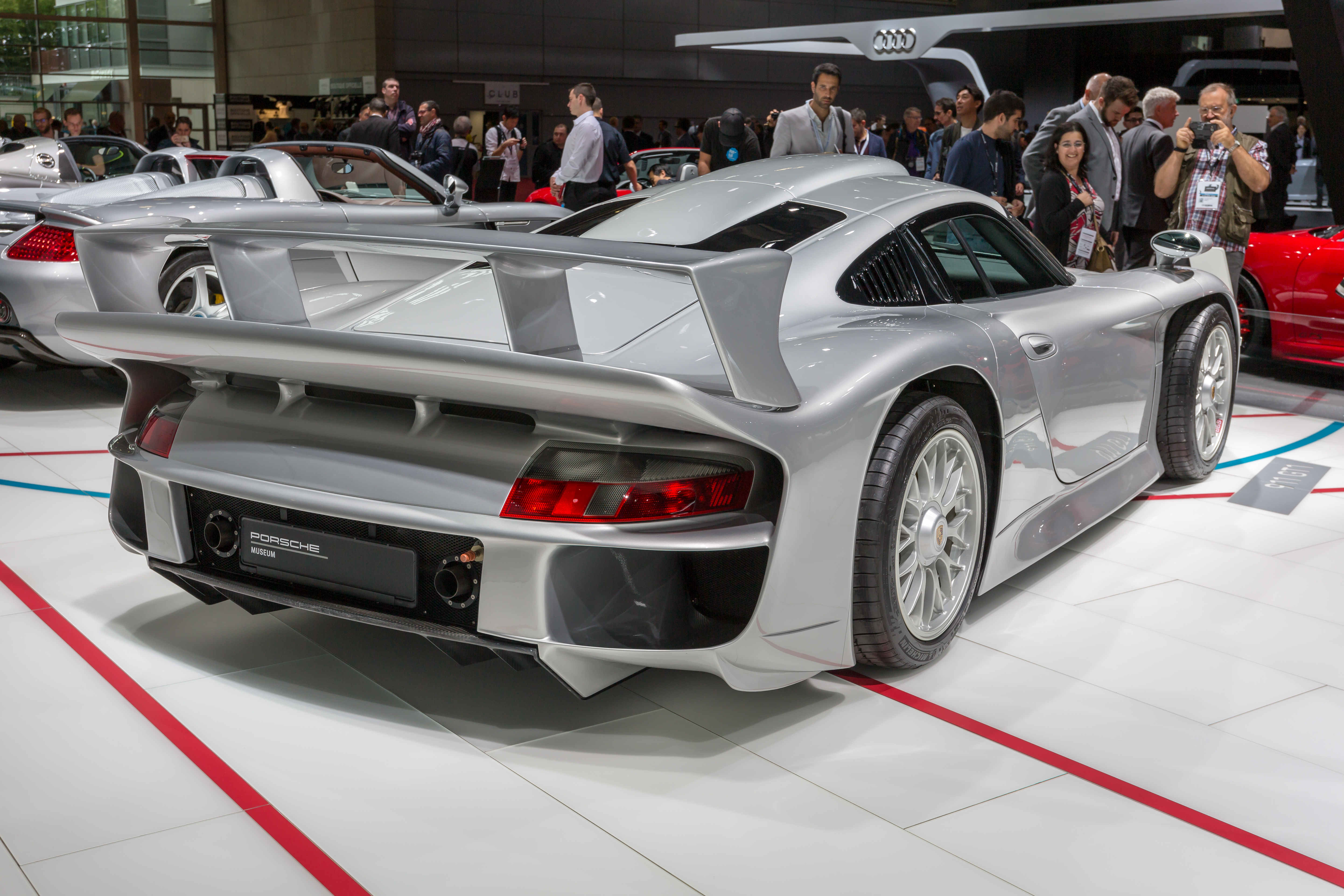
Porsche 911 GT1 Evo Straßenversion на автосалоне в Париже (2018)

Автомобили Porsche не участвовали в соревнованиях Ле-Мана или FIA GT в 1999 году, поскольку шансов переиграть Mercedes-Benz CLK-GTR не было. Вследствие этого класс GT1 был упразднён на чемпионате FIA GT, и там стали выступать только автомобили в классе GT2. К сезону 2000 года разрабатывался проект центральномоторного спорткара с 5,5-л двигателем типа V10, который должен был участвовать в Ле-Мане. В сотрудничестве с Lola под руководством Норберта Зингера был создан экземпляр LMP2000, успешно прошедший испытания на полигоне в Вайсахе, однако проект был свёрнут, хотя именно на его основе был создан серийный суперкар Porsche Carrera GT). Команда Champion Racing в том же 1999 году получила право выступать в Американской серии Ле-Ман с автомобилем 911 GT1 Evo в классе LMP (прототипы Ле-Мана) под номером 38, однако в самой серии потерпела неудачу и заняла только 7-е место: лучшим результатом стало только 4-е место на 12 часах Сибринга, а на трёх этапах машина попросту сошла с дистанции.
В то же время команда Gunnar Racing занялась разработкой прототипа для Champion в канун 2000 года. Она собрала прототип Gunnar G-99, представлявший собой 911 GT1 с открытой кабиной: шасси было собрано только по наброскам, однако оставалось конструкционно схожим с шасси 911 GT1. Для защиты пилота был установлен стабилизатор поперечной устойчивости, а в качестве двигателя использовался оппозитный 6-цилиндровый двигатель объёмом 3,6 л, взятый с Porsche 911 GT3. Однако команда Champion приобрела не этот прототип, а прототип Lola B2K/10 с двигателем от GT1. Сам проект Gunnar G-99 принял участие в серии Rolex Sports Car Series 2002 года в Дейтоне, но занял 32-е место, сойдя с дистанции из-за проблем с двигателем, а также поучаствовал ещё в нескольких гонках 2003 года.

### Конец эпохи

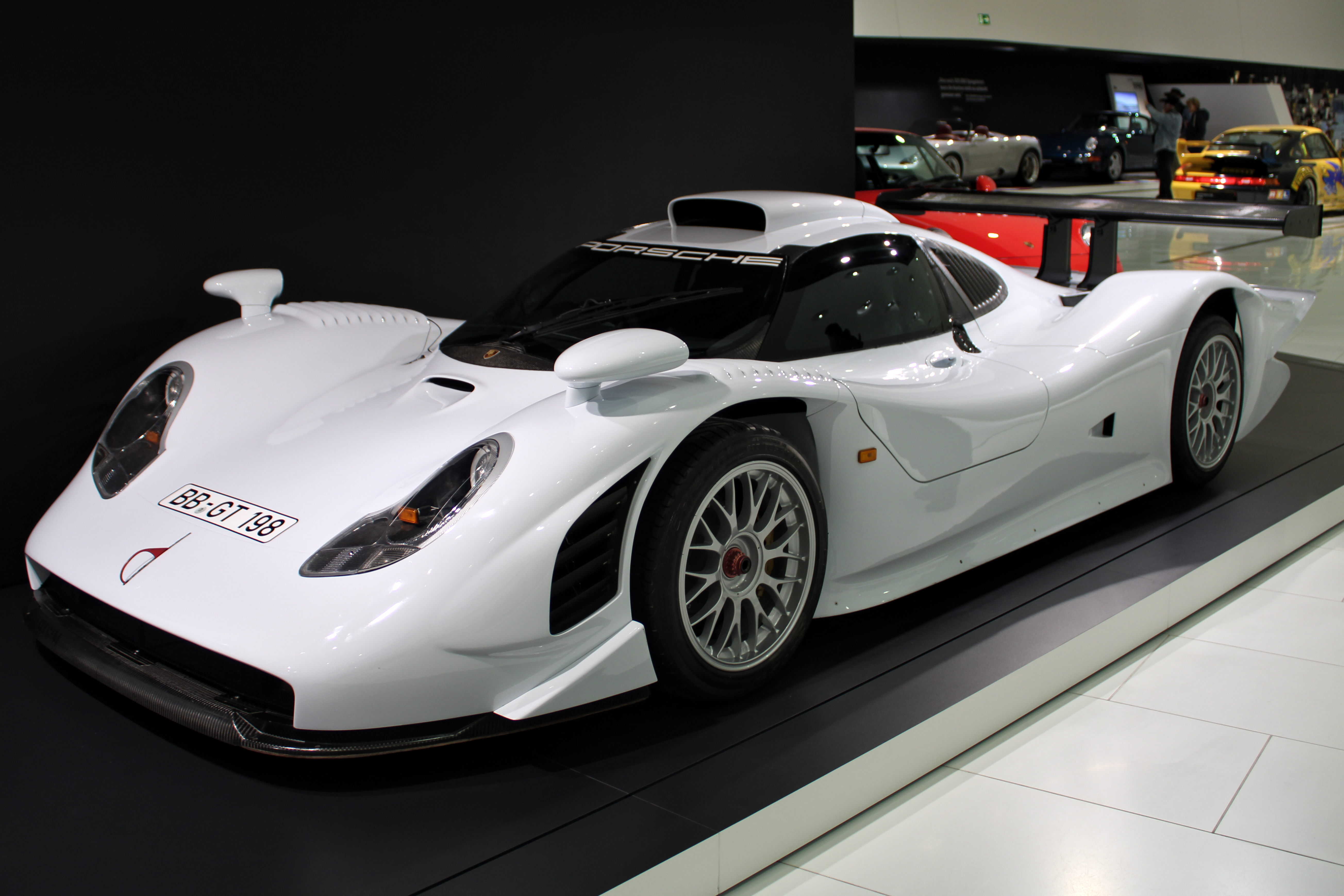
Porsche 911 GT1-98 Straßenversion

С 1999 года некоторые из экземпляров участвовали в менее престижных по сравнению с Ле-Маном автогонках (например, канадских чемпионатах GT1). Один из автомобилей с шасси 117 (Chassis 117), которым управляли Клаус Бытцек (англ. Klaus Bytzek), Скотт Максвелл (англ. Scott Maxwell), Дэвид Эмпрингхэм (англ. David Empringham) и Ричард Спенард (англ. Richard Spenard), выиграл три чемпионата Канады 1999, 2000 и 2001 годов. В 2001 году на 24 часах Дейтоны команда Бытцека заявила три 911 GT1 (в том числе одну для тренировок). Автомобиль на шасси 117 прошёл квалификацию на 12-м месте, но в основном соревновании занял только 41-е место из-за необходимости замены коробки передач; другой автомобиль 911 GT1 занял 8-е место в гонке, а сам автомобиль на шасси 117 принял участие в 31 гонке и одержал 13 побед.
Окончательному завершению участия 911 GT1 в гонках способствовали нехватка средств и отдаваемое предпочтение прототипам Дейтоны. Вместе с тем конец эпохи 911 GT1 иногда называется началом эпохи Porsche Carrera GT. Всего автомобиль принял участие в 144 официальных гоночных турнирах, одержав победу в 47 из них: в 245 гонках он 167 раз доходил до финиша. В настоящее время автомобили участвуют в гонках наподобие Silverstone Classic.

## Дорожная версия
911 Porsche GT1 Straßenversion — специальный дорожный вариант гоночного автомобиля 911 GT1, который был создан специально в связи с требованиями к автомобилям категории GT1. По правилам тех лет, для допуска автомобиля к соревнованиям необходимо было пройти процедуру омологации и выпустить минимум 25 экземпляров, предназначенных для обычного дорожного движения.
Porsche разработал два дорожных прототипа с передними фарами Porsche 993, один из которых прошёл серию испытаний и проверок (в том числе на экологическую безопасность) Федерального управления автомоторного транспорта, которые, согласно немецкому законодательству, полагается проходить каждому разрабатываемому автомобилю. Второй прототип был продан бахрейнскому коллекционеру автомобилей Халиду Абдулу Рахиму. Для соответствия европейскому законодательству о выхлопах двигатель необходимо было переработать — его мощность уменьшили примерно до 536 л. с. (против почти 600 л. с. для гоночных), что вполне подходило для уличного движения. Разгон автомобиля до 100 км/ч при старте с места составлял всего 3,9 с, а сама машина развивала скорость до 308, 310 или 312 км/ч.
Считается, что были выпущены всего около 20 экземпляров дорожной версии 911 GT1 Straßenversion образца 1997 года с фарами, схожими с Porsche 996. Большая часть этих автомобилей имели «папоротниковую белую» (Fern White) или «арктическую серебряную» окраску (Arctic Silver), однако три выпущенных автомобиля имели уникальную окраску: «полярный серебряный» (Polar Silver), «индийский красный» (Indian Red) и «пастельный жёлтый» (Pastel Yellow). Ещё один автомобиль под названием 911 GT1-98 Straßenversion был собран в 1998 году для соответствия правилам омологации ФИА, когда уже было отменено требование в виде выпуска 25 машин.

### Результаты испытаний
В 1997 году немецкий журнал Auto Motor und Sport опубликовал результаты испытаний версии Porsche 911 GT1, выпущенной в том же году. Помимо максимальной скорости в 308 км/ч, автомобиль продемонстрировал следующие результаты:
- Разгон от 0 до 50 км/ч: 2,1 с
- Разгон от 0 до 100 км/ч: 3,9 с[11]
- Разгон от 0 до 130 км/ч: 5,4 с
- Разгон от 0 до 160 км/ч: 7,1 с
- Разгон от 0 до 180 км/ч: 8,8 с
- Разгон от 0 до 200 км/ч: 10,5 с[14]
- Разгон от 0 до 250 км/ч: 17,4 с
- Время покрытия расстояния в 400 м: 11,6 с
- Время покрытия расстояния в 1 км: 20,7 с
- Тормозной путь при торможении со 100 км/ч: 36 м
- Тормозной путь при торможении с 200 км/ч: 130,8 м

На основании проведённых в 2003 году тестов тот же журнал опубликовал следующие результаты скоростных испытаний:
- Максимальная скорость: 310 км/ч
- Расход топлива: 17,2 л на 100 км
- Разгон от 0 до 200 км/ч: 10,5 с
- Ускорение при торможении со 100 км/ч: −10,7 м/с²
- Ускорение при торможении с 200 км/ч: −11,8 м/с²
- Тормозная мощность при движении на скорости 300 км/ч и отрицательной перегрузке в 1,5 G: эквивалент 2000 л. с.

## Общее количество экземпляров

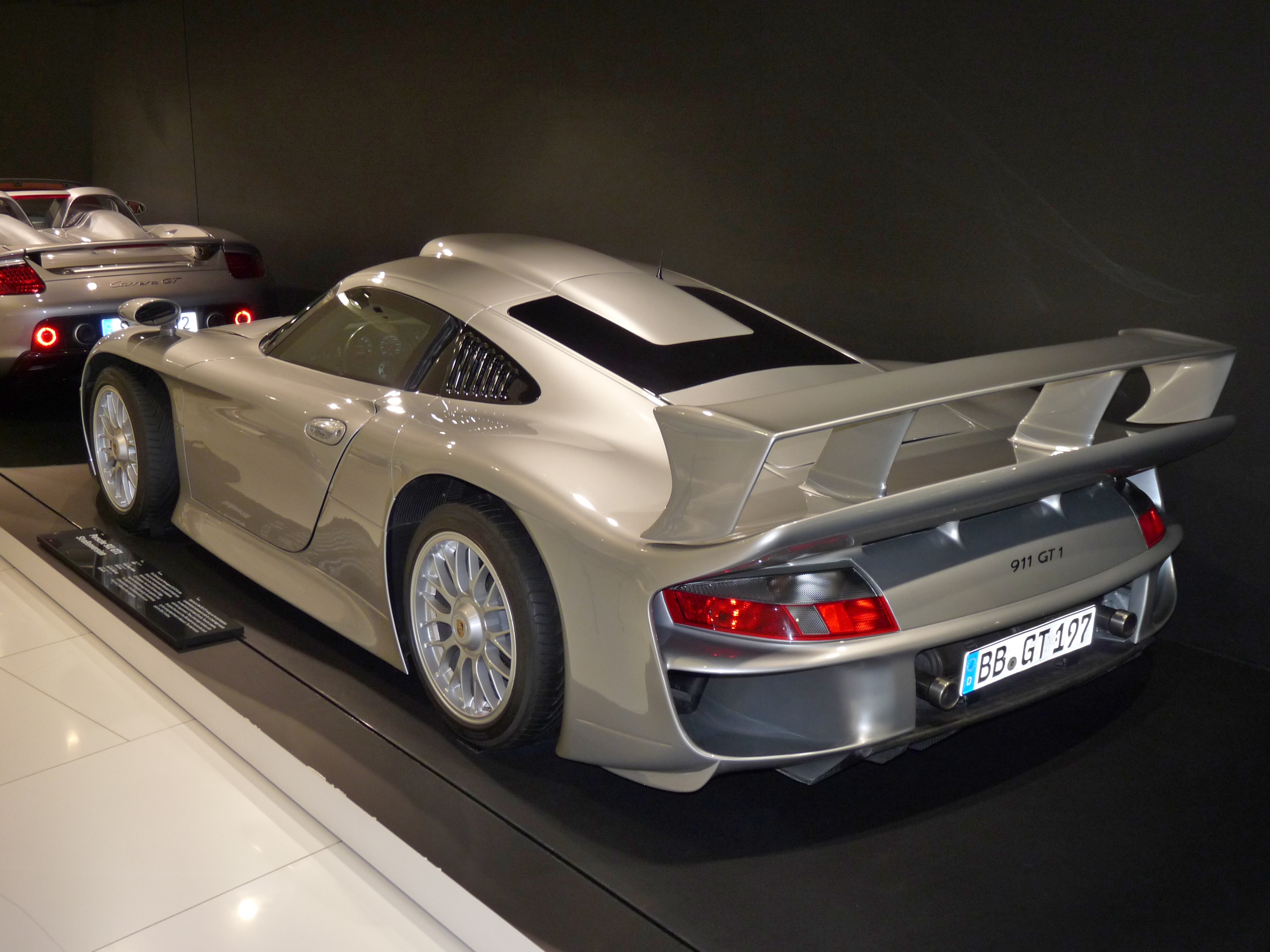
1997 911 GT1 (вид сзади)

Данные по количеству произведённых автомобилей расходятся. По одним данным, в общей сложности была выпущена 41 машина 911 GT1, из которых — 23 дорожных и 18 гоночных, что намного меньше, чем количество экземпляров McLaren F1 (107 единиц), принципиального противника Porsche 911. По другим данным, количество выпущенных дорожных версий за 21 месяц составляет 24 экземпляра — два оригинальных GT1 1996 года, 22 экземпляра GT1 Evo и всего один экземпляр GT1-98 (ныне экспонат музея). Отмечается, что за этот же временной промежуток с 2013 по 2015 годы компания Porsche выпустила 918 автомобилей Porsche 918. По третьим данным, дорожных версий было выпущено всего 22, из которых 2 были выполнены в стиле Porsche 993, а остальные 20 в стиле Porsche 996. Так или иначе, но автомобиль Porsche 911 GT1 входит в ряд с машинами Porsche, выпущенными в наименьшем количестве экземпляров — Porsche 356 America Roadster (16 экземпляров), 911 SC/RS (20 экземпляров), 924 Carrera GTS (50 экземпляров) и 964 Turbo S (86 экземпляров).

## Стоимость
Автомобили первой модели 911 GT1 изначально стоили почти 1 млн немецких марок. Дорожный вариант (Straßenversion) с фарами от Porsche 996 стоил от 1,5 до 1,55 млн немецких марок на момент выпуска (около 1,11 млн евро по ценам 2020 года или 912 тысяч долларов США). Стоимость автомобилей моделей 911 GT1 Evo и 911 GT1-98 варьируется. В 2003 году оценочная стоимость Porsche 911 GT1 в целом составляла 792 502 евро. В настоящее время стоимость подобного автомобиля может превышать 1 млн долларов при условии, что машина находится в хорошем состоянии: большая их часть представляют собой реплики 911 GT1 на базе 993-й и 996-й серий.
В 2012 году экземпляр 911 GT1 Strassenversion, являвшийся последним из собранных на заводе образцов и находившийся в немецком Монхайме в «музейном состоянии», оценивался в 2,325 млн долларов США. В 2016 году на аукционе Sotheby’s в Монте-Карло экземпляр 911 GT1 Evo был продан за 2,772 млн евро. На аукционе Gooding 2017 года одна из машин 911 GT1 Straßenversion была продана за сумму в 5,655 млн долларов США. Стоимость комплектующих к 911 GT1 (без учёта тормозной системы), по данным на 2020 год, может оцениваться в сумму, эквивалентную более чем 12 млн российских рублей.

## В компьютерных играх
Автомобиль Porsche 911 GT1 представлен в таких сериях автомобильных симуляторов, как Project CARS (2 и 3), Forza Motorsport, Gran Turismo 7 и Need for Speed: Porsche Unleashed (версия для PC и PlayStation). В частности, в играх серии Forza Motorsport встречаются версии GT1 Evo (Forza Motorsport 6) и GT1 Strassenversion (Forza Motorsport 7), в игре Gran Turismo 7 — GT1 Strassenversion.
В Need For Speed представлена его версия 1997 года Race Version, которая относится к автомобилям гоночного класса «современной эры» и является одной из лучших по скоростным характеристикам, торможению и управлению — пользователю доступна настройка передаточных чисел в 6-ступенчатой коробке передач. Машину можно разблокировать в режиме «Эволюция»: как правило, при открытии последней обязательной гонки современной эры игрок получает право приобрести автомобиль за 750 тысяч условных единиц, однако после завершения последней обязательной гонки ему даётся шанс получить автомобиль бесплатно, для чего ему необходимо выиграть кольцевую гонку из пяти кругов.
Модель Porsche 911 GT1 также встречается в версии Need For Speed: Porsche Unleashed для PlayStation, где также отнесена к моделям гоночного класса «современной эры» и также доступна для приобретения за 750 тысяч условных единиц, и в версии для GameBoy Advance под названием 911 (996) GT1. В версии для PlayStation модель может быть разблокирована, если игрок пройдёт до конца режим «Factory Driver».

### Сайты Porsche
- 1996 Porsche 911 GT1 (англ.). Porsche. Архивировано 15 июня 2013 года.
- 1997 Porsche 911 GT1 Evo (англ.). Porsche. Архивировано 19 сентября 2012 года.
- 1998 Porsche 911 GT1 '98 (англ.). Porsche. Архивировано 18 сентября 2012 года.

### Статьи
На немецком
- Andreas Haupt. Sauschnell und extrem selten (нем.). Auto Motor und Sport (15 февраля 2018). Дата обращения: 18 апреля 2021.

На английском
- Tudor Rus. This is the story of the Porsche 911 GT1. Drive Mag (28 июня 2018). Дата обращения: 19 апреля 2021.
- Glen Smale. Porsche 911 GT1 – The Grand Touring Meister (англ.). Porsche Road and Race (12 апреля 2019). Дата обращения: 18 апреля 2021.

На русском
- Виталий Коновалов. Porsche 911 GT1 Straßenversion — дорожный гиперкар (а на самом деле, три гиперкара). drive2.ru (30 сентября 2013). Дата обращения: 20 апреля 2021.
- Василий Костин. Сколько стоит ремонт редкого гиперкара Porsche? motor.ru (24 апреля 2020). Дата обращения: 18 апреля 2021.
- Porsche 911 GT1 Strassenversion — действительно уличный гоночный автомобиль. PNZ Drive (27 ноября 2020). Дата обращения: 20 апреля 2021.
- HWStar. Porsche 911 GT1. Суперкар для победы в Ле-Мане или болид с кольца Сартэ на дорогах общего пользования. drive2.ru (23 февраля 2017). Дата обращения: 20 апреля 2021.
- Porsche 911 GT1 (1996-1998). Автомобильное наследие. Дата обращения: 20 апреля 2021.